# ورونیکاس
ورونیکاس (به انگلیسی: The Veronicas) گروهٔ دونفره پاپ از بریزبن می‌باشد که در سال ۲۰۰۴ توسط خواهران دوقلو همسان لیسا و جسیکا اوریگلیاسو تشکیل گردید.